# Fasciculul mamilotalamic
Fasciculul mamilotalamic (Fasciculus mamillothalamicus) sau fasciculul Vicq d'Azyr este un fascicul compact, gros de fibre nervoase care merg dorsal de la corpul mamilar pe ambele părți și se termină în nucleul anterior al talamusului. Fasciculul mamilotalamic face parte din circuitul mnezic reverberant a lui Papez.

Fibrele eferente ale corpului mamilar formează un fascicul compact  - fasciculul mamilar principal (Fasciculus mamillaris princeps). Acest fascicul trece dorsal pe o distanță scurtă și apoi se divide în două componente, una mai mare - fasciculul mamilotalamic și alta mai mică - fasciculul mamilotegmental.

Fasciculul mamilotalamic se termină în nucleele anterioare ale talamusului și este o componentă a circuitului lui Papez.

Fasciculul mamilotegmental se curbează caudal în tegmentul mezencefalului și se termină în nucleul tegmental dorsal a lui Gudden, nucleul tegmental ventral și nucleul reticular tegmental pontin a lui Bechterew.

Fasciculul mamilotalamic a fost descris de anatomistul francez Félix Vicq d’Azyr.